# اچ‌ام‌ای‌اس کی۹
اچ‌ام‌ای‌اس کی۹ (به انگلیسی: HMAS K9) یک زیردریایی بود که طول آن ۲۱۰ فوت (۶۴ متر) بود. این زیردریایی در سال ۱۹۲۲ ساخته شد.